# Kurt Russell
Kurt Vogel Russell, född 17 mars 1951 i Springfield i Massachusetts, är en amerikansk skådespelare.
Han är son till skådespelaren Bing Russell och Louise Julia, ogift Crone.
Russell började agera i filmer redan som barn. Han medverkade i Elvisfilmen It Happened at the World's Fair 1963, där han sparkar Elvis på smalbenet. 1979 porträtterade han Elvis Presley i TV-filmen Elvis - The Movie. 1983 blev han nominerad till en Golden Globe för sin roll i Silkwood (1983). Under 1980-talet följde roller i flera av John Carpenters filmer, som Flykten från New York (1981).
Han är sambo med Goldie Hawn sedan 1983 och de har tillsammans sonen Wyatt Russell född 1986.

## Filmografi i urval
- 1963 – Hjärta till salu! (ej krediterad)
- 1965 – Diablo - laglös stad
- 1966 – Follow Me, Boys!
- 1968 – Den fantastiska familjen Bower
- 1968 – En häst i familjen
- 1969 – Guns in the Heather
- 1969 – Datatrubbel
- 1971 – Tappa inte sugen fast du är luden
- 1971 – Fools' Parade
- 1972 – Osynliga ligan slår till
- 1973 – Charley och ängeln
- 1973 – Super pappa
- 1975 – Världens starkaste man
- 1976 – The Captive: The Longest Drive 2
- 1979 – Elvis
- 1980 – Bilskojarna
- 1981 – Flykten från New York
- 1981 – Micke och Molle: Vänner när det gäller (röst)
- 1982 – The Thing
- 1983 – Silkwood
- 1984 – Tjejen som jobbade skift
- 1985 – Het linje
- 1986 – The Best of Times
- 1986 – Big Trouble in Little China
- 1987 – Tjejen som föll överbord
- 1988 – Tequila Sunrise
- 1989 – En främlings hjärta
- 1989 – Tango & Cash
- 1991 – Eldstorm
- 1992 – Förbjudet begär
- 1992 – Kapten Trubbel
- 1993 – Tombstone
- 1994 – Forrest Gump (röst, ej krediterad)
- 1994 – Stargate
- 1996 – Beslut utan återvändo
- 1996 – Flykten från L.A. (även manus och producent)
- 1997 – Breakdown
- 1998 – Soldier
- 2001 – 3000 Miles to Graceland
- 2001 – Vanilla Sky
- 2002 – Interstate 60
- 2002 – Dark Blue
- 2004 – Miracle
- 2005 – Sky High
- 2005 – Dreamer: Inspired by a True Story
- 2006 – Poseidon
- 2007 – Death Proof
- 2011 – Touchback
- 2013 – The Art of the Steal
- 2015 – Fast & Furious 7
- 2015 – Bone Tomahawk
- 2015 – The Hateful Eight
- 2016 – Deepwater Horizon
- 2017 – Fast & Furious 8
- 2017 – Guardians of the Galaxy Vol. 2
- 2018 – The Christmas Chronicles
- 2019 – Crypto
- 2019 – Once Upon a Time in Hollywood
- 2020 – The Christmas Chronicles 2
- 2025 – Smurfar